# RAX
RAX (англ. Retina and anterior neural fold homeobox) – білок, який кодується однойменним геном, розташованим у людей на короткому плечі 18-ї хромосоми. Довжина поліпептидного ланцюга білка становить 346 амінокислот, а молекулярна маса — 36 676.
| 10         |  | 20         |  | 30         |  | 40         |  | 50         |
| ---------- |  | ---------- |  | ---------- |  | ---------- |  | ---------- |
| MHLPGCAPAM |  | ADGSFSLAGH |  | LLRSPGGSTS |  | RLHSIEAILG |  | FTKDDGILGT |
| FPAERGARGA |  | KERDRRLGAR |  | PACPKAPEEG |  | SEPSPPPAPA |  | PAPEYEAPRP |
| YCPKEPGEAR |  | PSPGLPVGPA |  | TGEAKLSEEE |  | QPKKKHRRNR |  | TTFTTYQLHE |
| LERAFEKSHY |  | PDVYSREELA |  | GKVNLPEVRV |  | QVWFQNRRAK |  | WRRQEKLEVS |
| SMKLQDSPLL |  | SFSRSPPSAT |  | LSPLGAGPGS |  | GGGPAGGALP |  | LESWLGPPLP |
| GGGATALQSL |  | PGFGPPAQSL |  | PASYTPPPPP |  | PPFLNSPPLG |  | PGLQPLAPPP |
| PSYPCGPGFG |  | DKFPLDEADP |  | RNSSIAALRL |  | KAKEHIQAIG |  | KPWQAL     |

A: Аланін

C: Цистеїн

D: Аспарагінова кислота

E: Глутамінова кислота

F: Фенілаланін

G: Гліцин

H: Гістидин

I: Ізолейцин

K: Лізин

L: Лейцин

M: Метіонін

N: Аспарагін

P: Пролін

Q: Глутамін

R: Аргінін

S: Серин

T: Треонін

V: Валін

W: Триптофан

Кодований геном білок за функцією належить до білків розвитку. 
Задіяний у таких біологічних процесах, як транскрипція, регуляція транскрипції, альтернативний сплайсинг. 
Білок має сайт для зв'язування з ДНК. 
Локалізований у ядрі.